# Maurice Feltin

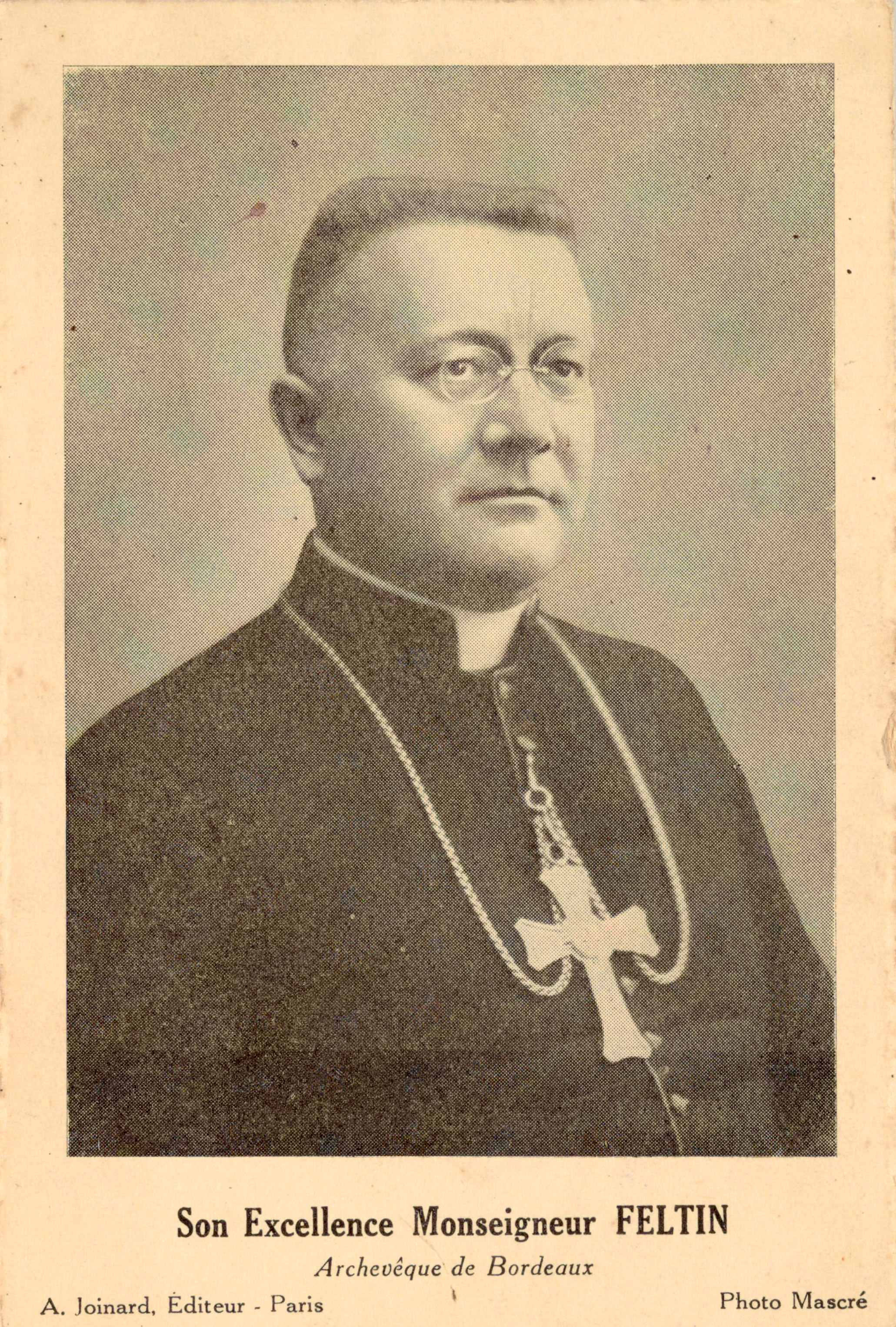
Maurice Feltin als Erzbischof von Bordeaux (etwa 1935)

Kardinalswappen

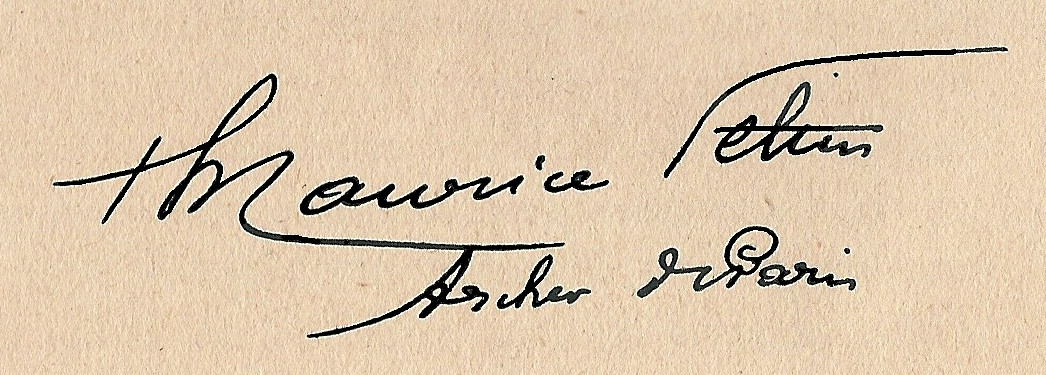
Unterschrift von Erzbischof Feltin (1950)

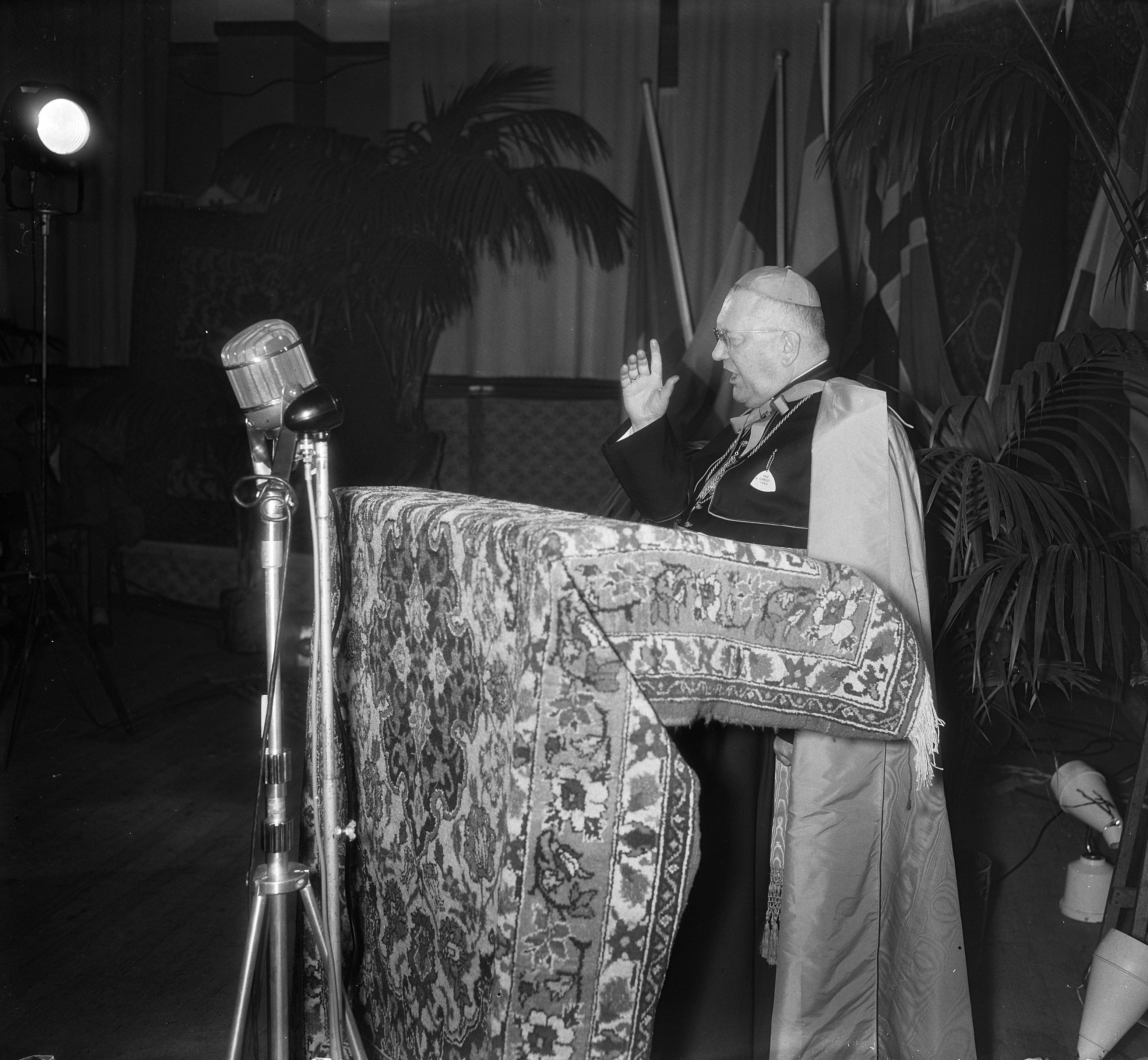
Kardinal Feltin (1955)

Maurice Kardinal Feltin (* 15. Mai 1883 in Delle, Territoire de Belfort, Frankreich; † 27. September 1975 in Thiais) war Erzbischof von Bordeaux, später von Paris.

## Leben
Maurice Feltin studierte am Priesterseminar St. Sulpice in Paris und wurde am 3. Juli 1909 zum Priester geweiht. Anschließend wirkte er bis 1927 als Seelsorger in der Diözese Besançon. Während des Ersten Weltkriegs diente er als Offizier in der Französischen Armee und erhielt zahlreiche militärische Auszeichnungen.
Am 19. Dezember 1927 ernannte ihn Papst Pius XI. zum Bischof von Troyes. Die Bischofsweihe spendete ihm am 11. März 1928 der Erzbischof von Besançon, Charles Kardinal Binet.
Weitere Stationen des Episkopats von Maurice Feltin waren ab 1932 Sens und ab Dezember 1935 Bordeaux. Während des Zweiten Weltkriegs war er ein Gegner des Vichy-Regimes, dessen Politik er und andere französische Bischöfe im Februar 1944 veruerteilten. Am 15. Oktober 1949 ernannte ihn Papst Pius XII. zum Erzbischof von Paris. Dort setzte er sich besonders für die Arbeiter in den Vororten der Stadt ein. So verteidigte er in den 1950er-Jahren die Bewegung der Arbeiterpriester. Pius XII. nahm ihn im Konsistorium am 12. Januar 1953 als Kardinalpriester mit der Titelkirche Santa Maria della Pace in das Kardinalskollegium auf. Kardinal Feltin nahm am Zweiten Vatikanischen Konzil teil. 1963 weigerte er sich, Édith Piaf kirchlich bestatten zu lassen, da sie „in öffentlicher Sünde“ gelebt habe.
Im Dezember 1966 verzichtete er auf seine Ämter und überließ das Erzbistum Paris seinem Koadjutor und Nachfolger Erzbischof Pierre Veuillot.
Maurice Kardinal Feltin starb am 27. September 1975 in Thiais, nahe Paris. Bestattet wurde er in der Metropolitanbasilika Notre-Dame in Paris.

## Apostolische Sukzession
Die Apostolische Sukzession von Kardinal Feltin ist bis Kardinal Scipione Rebiba dokumentiert:
- Kardinal Charles-Henri-Joseph Binet
- Kardinal Louis-Henri-Joseph Luçon
- Bischof Charles-Émile Freppel
- Kardinal François-Auguste-Ferdinand Donnet
- Bischof Charles-Auguste-Marie-Joseph de Forbin-Janson
- Kardinal Gustav Maximilian von Croÿ
- Erzbischof Jean-Charles de Coucy
- Kardinal Antonio Dugnani
- Kardinal Carlo Rezzonico
- Kardinal Giovanni Francesco Albani
- Clemens XIII.
- Benedikt XIV.
- Benedikt XIII.
- Kardinal Paluzzo Paluzzi Altieri degli Albertoni
- Kardinal Ulderico Carpegna
- Kardinal Luigi Caetani
- Kardinal Ludovico Ludovisi
- Erzbischof Galeazzo Sanvitale
- Kardinal Girolamo Bernerio, O.P.
- Kardinal Giulio Antonio Santorio
- Kardinal Scipione Rebiba